# トルコの司法制度
トルコの司法制度（トルコのしほうせいど）では、トルコにおける司法制度について記述する。
トルコの司法制度の基礎は、1982年に制定されたトルコ共和国憲法138条から160条にある。通常の裁判権と軍事の裁判権とは分離されている。軍事裁判所は軍の職員のみを審理するのが通常であるが、戦時法下であったり兵役に関する事件であれば、市民を審理することもできる。

## 法曹
法曹の一員であることを表す一般的な用語は、 hukuçu である。大学法学部を卒業すれば、それぞれの法律所定の研修期間を経て、 avukat （弁護士、事務弁護士）、 yargıç （裁判官。オスマン帝国時代は hakim と呼ばれた。）、 savcı （検察官）又は noter （公証人）になることができる。

### 弁護士
弁護士は、1年間を研修に費やした後、その選択した県において弁護士会 (baro) に入会する。県の弁護士会は弁護士会連合会 (Türkiye Barolar Birliği TBB)を形成している。弁護士は、あらゆる裁判所において依頼人を代理することができる。弁護士の業務は弁護士法 (Avukatlık Kanunu) によって規律されている。

### 裁判官
トルコの裁判所制度には陪審という概念は含まれない。評決は裁判官又はその合議体によりなされ、彼らは法及び自らの信念に基づいて評決しなければならない。裁判官は法科大学院の卒業生でもあり、次のとおり分かれる。
- 刑事裁判官（赤いえりを身に付ける。）
- 民事裁判官（緑色のえりを身に付ける）
- 行政裁判官（明褐色のえりを身に付ける。）[5]

刑事裁判官は刑事裁判所に勤務する。刑事裁判所 (mahkeme、複数形:mahkemeler) は asliye ceza （第一審刑事裁判所とも訳される。）及び ağır ceza （重罪裁判所）に分かれる。民事裁判官は司法裁判所 (sulh 又は asliye hukuk mahkemesi) に勤務し、行政裁判官は行政裁判所 (idari mahkeme) に勤務する。裁判官・検察官最高評議会 (Hakimler ve Savcılar Yüksek Kurulu) は、司法裁判所及び行政裁判所の裁判官及び検察官の採用選考、指名、異動、職務代行、指導層への昇進、配置、任務の延長が不適当であるかに関する決定、懲戒処分及び免職の賦課を取り扱う。同評議会のメンバーは選挙で選出されるが、2010年10月の選挙の後には選挙無効の訴えが提起された。

### 検察官
公訴は検察官 (savcı) によって提起される。検察官の正式な職名は共和国検察官 (Cumhuriyet savcısı) であり、最高検察庁 (Cumhuriyet Başsavcılığı) が置かれている。検察官は、法分野ごとに、裁判官の場合と類似する部局に分かれている。裁判官・検察官最高評議会は、行政裁判所及び司法裁判所の裁判官並びに最高控訴院又は国家評議会（訳注：フランスのコンセイユ・デタに相当する。）の構成員ではない検察官に関する行政事項を取り扱う。「国別報告：2006年のトルコにおける人権の実情 (Country Report on Human Rights Practices in Turkey in 2006) 」（2007年3月6日アメリカ合衆国国務省民主主義・人権・労働局発行）において、次のとおり述べられている。
裁判官・検察官最高評議会は、司法権の独立を蝕んでいることにより広く批判されている。司法大臣は、7名で構成される最高評議会の議長を務め、司法省次官も同評議会に勤務している。最高評議会は裁判官及び検察官をより上級の裁判所に選任するとともに、下級裁判所の監督の責任を負う。最高評議会は司法省内に置かれ、独自の予算を有していない。憲法は在職期間中の身分保障を与えているが、最高評議会は、指名、異動、昇進、懲戒その他の機構を通して裁判官及び検察官の職歴を統制している。

## 通常司法
司法制度は、通常法裁判所、重罪専門の裁判所、軍事裁判所、憲法裁判所（国内最高位の裁判所）及び3つの上級裁判所で構成される。高等控訴院は刑事事件に関する不服申立てを受理し、国家評議会は行政事件又は政府機関相互の事件に関する不服申立てを受理し、会計検査院は国家機関の会計を検査する。ほとんどの事件は通常法裁判所（民事、行政及び刑事の各裁判所がこれに含まれる。）に提起される。2004年、議会は、上級裁判所の取扱件数を軽減し、司法権をより効率的に機能させるべく、地域ごとに控訴院を設立するための立法を採択した。

### 司法裁判所
司法裁判所には2つの形態がある。（民事）治安裁判所 (sulh mahkemesi) はトルコにおける最下級の裁判所で、単独裁判官が構成する。治安裁判所は各郡に少なくとも1つが置かれている。治安裁判所は、民事訴訟法典その他の法律によって割り当てられたすべての事件を管轄する。第一審民事裁判所 (asliye hukuk mahkemesi) は基礎的な裁判所である。第一審民事裁判所は治安裁判所に割り当てられたもの以外のすべての民事事件を管轄する。第一審民事裁判所は各市郡に1つが置かれ、必要に応じていくつかの支部に分けられることもある。

### 刑事裁判所
刑罰はもはや寛刑と重刑とに分けられてはないが、刑事裁判所の名称は今もなお消え去った刑名に従っている。第一審刑事裁判所（又は単に刑事裁判所 (asliye ceza) ）は「軽微な」事件に関し単独裁判官で構成される裁判所である。第一審刑事裁判所は各市郡に1つが置かれ、必要及び人口に応じていくつかの支部に分けられることもある。重罪裁判所（国際刑事警察機構の用語では「中核刑事裁判所」）は裁判長判事及び2人の陪席並びに検察官で構成される。5年を超える拘禁刑を含む犯罪又は重罪は、各市に1つが置かれる重罪裁判所の管轄に属する。もっとも、必要及び人口に応じていくつかの支部に分けられることもある。

### 国家保安裁判所
1982年憲法の下で、国家の安全保障に対する犯罪及びその組織化に関する事件を審理するため、当時の軍事政権が国家保安裁判所 (Devlet Güvenlik Mahkemesi) を設立した。国家保安裁判所 (DGM) は1984年5月に執務を開始し、戦時法期に執務していた軍事裁判所に取って代わった。国家保安裁判所が置かれているのは、8つ（当時は全67県、現在は全81県）の県のみである。
1991年4月、対破壊活動闘争法（法律第3713号）が施行され、国家の安全保障に対する犯罪に関する事件は、この法律の下で処罰されることになった。各国家保安裁判所は3人の裁判官による合議体で構成されるが、その中には軍事裁判官も含まれていた。武装官憲と同様に、こうした軍事裁判官も給与及び年金を軍から支給され、軍の規律に服したままであり、従って、軍の統制から独立しないままであった。いくつもの事件において、欧州人権裁判所は、国家保安裁判所における軍事裁判官の存在は人権の保護及び基本的自由に関する欧州条約 (ECHR) 6条所定の公正な審理の原則に違反することを明らかにしてきた。
1999年6月、当時のトルコ政府は裁判体から軍事裁判官を外した。2004年6月に議会を通過した憲法改正一括法案によって、国家保安裁判所は正式に廃止された。国家保安裁判所は重罪裁判所の中に解消され、組織化犯罪、テロ及び国家安全保障に関する犯罪を審理する権限のみを有する。2005年6月1日に新刑事訴訟法典が施行されてからは、国家保安裁判所の公式名称は「重罪裁判所（刑事訴訟法典250条所定の犯罪審理担当）」である。この裁判所が受理する事件のほとんどは政治犯に関するものである。

### 最高裁判所
憲法裁判所、最高控訴院、国家評議会、最高軍事控訴院、最高軍事行政裁判所及び管轄紛議裁判所は憲法の司法の項目で述べられている最高裁判所である。

#### 憲法裁判所
1961年憲法において設立されたトルコ共和国憲法裁判所 (T.C. Anayasa Mahkemesi) の基本的な機能は、形式及び実質の両面における、法律及びこれと同一の効力を有する命令並びに、立法府であるトルコ大国民議会 (TBMM) 議事規則の合憲性を審理することである。憲法裁判所のその他の機能は、以下のとおりである。
- 司法裁判所の権能をもって、憲法裁判所は次の事件を裁判する。大統領、閣僚評議会の構成員、最高裁判所の構成員、裁判官・検察官最高評議会及び公会計最高評議会の議長及び構成員、共和国検事長及び共和国検事長補佐官の職務に関連する犯罪。
- 憲法裁判所は政党の会計検査を行う。
- 憲法裁判所は国民大会議による補佐官の免責剥奪の決定及び議員除名の決定を審理する。
- 憲法裁判所は管轄紛議裁判所の議長及び議長代理を選任する。

憲法裁判所は、大統領により任命される11人の裁判官及び4人の補充裁判官によって構成され、裁判官の互選により憲法裁判所長官(Anayasa Mahkemesi Başkanı)および、憲法裁判所長官代理(Anayasa Mahkemesi Başkanvekili )が選出される。決定は11人の裁判官が参集してなされる。憲法裁判所の決定は最終のものである。その決定はいかなる方法であれ修正することができず、その適用を遅延させることもできない。
現在、トルコの憲法裁判所長官は Tülay Tuğcu 女史である。

#### 高等控訴院
控訴院（破棄院とも呼ばれる。）は司法裁判所及び刑事裁判所が下した裁定及び判決を再審査する終審であり、不服申立てに基づいて評決を下す。控訴院が下した見解は全国の下級裁判所における法的裁定に優先する効力を有し、統一的な適用が実現されることになる。控訴審は不服申立てに基づいて自らの裁定を修正することも可能である。
控訴院は司法及び刑事の各部 (hukuk ve ceza daireleri) に分かれる。2007年4月現在、21の司法部及び11の刑事部がある。
最高位の裁判官は、現在、最上位裁判長 (Birinci Başkan) の称号を有する Osman Arslan である。高等控訴院には、憲法裁判所とは対照的に、共和国検事総長 (Yargitay Cumhuriyet Başsavcısı) も置かれ、現在は Nuri Ok である。

#### 会計検査院
会計検査院（最高公会計評議会、 Sayıştay ）は、国民大会議を代理して、一般予算及び補助予算によって資金を融通された政府機関の歳入、歳出及び財産に関するすべての会計を検査する責務を負う。その決定の司法審査を行政裁判所に提起することはできない。

### 行政司法
行政裁判所 (idari mahkeme) は県単位で存在する。第二審は地方行政裁判所 (bölge idari mahkeme) である。トルコにおける最上位の行政裁判所である国家評議会 (Danıştay 、最高行政裁判所とも呼ばれる。）は、フランスにおけるコンセイユ・デタ又はドイツにおけるドイツ連邦行政裁判所のような連邦最高行政裁判所に相当する。
国家評議会議長 (Danıştay Başkanı) は、現在、 Sumru Çörtoğlu 女史である。同裁判所には検事総長、正確には法務総監 (Danıştay Başsavcısı) もおり、現在、 Zafer Kantarcıoğlu である。

## 軍事司法
軍事裁判所制度は、軍属及び戦時法期の管轄権を行使する。任務は1971年5月の戦時法（法律第1402号）11条で述べられている。詳細は1963年10月の軍事裁判所の設立及び刑事手続に関する法律（法律第353号、2006年10月改正）11条ないし14条にある。  
軍事裁判所制度を構成するのは、次の裁判所である。
- 軍事裁判所
- 最高軍事行政裁判所
- 軍事控訴院

### 軍事裁判所
軍事裁判所は、軍事犯罪、他の軍属に対して犯し若しくは軍施設内で犯した犯罪、又は軍務若しくは軍事上の義務と関連する犯罪について、軍属を審理する権限を有する。戦時法下では、軍事裁判所は戦時法の宣言を導いたすべての犯罪を審理する権限を有する。法律第353号14条は、戦時に軍事裁判所に置いて審理されるべき犯罪を述べている。法律第353号2条によれば、軍事裁判所は2人の軍事裁判官 (askeri yargıç) 及び1人の将校で構成される。200人を超える被告人が関与する場合は、裁判体は4人の裁判官及び1人の将校になる。軍事検察官 (askeri savcı) は必要に応じて指名されることになる。裁判官及び検察官は、通常の将校の階級に加え、裁判体や検察官の地位にあるときは、裁判官 (yargıç) の称号を有する。
軍事裁判所においては、被告人側には軍事裁判官 (askeri yargıç) の称号を有する軍属から法的助言を受ける権利が保障されているが、被告人に弁護人が就くことはまれである。

### 軍事控訴院
軍事高等控訴院又は最高軍事控訴院 (Askeri Yargıtay) は軍事裁判所によって下されたあらゆる裁定及び評決に対する終審裁判所である。軍事控訴院は、法律によって明示された、一部の軍属に対する第一審にして終審の裁判所でもあり、これらの軍属に対する特別の審理すべてを任務とする。院長がおり、通常は准将である。また、検事長がおり、通常は大佐である。

### 軍事高等行政裁判所
軍事高等行政裁判所又は最高軍事行政裁判所 (Askeri Yüksek İdare Mahkemesi) は行政事件又は実行中の軍務における軍属について管轄権を有する。その組織は軍事高等控訴院のそれに類似する。
軍事裁判所と通常裁判所とは、一方が他方の下位に置かれて機能するというものではないことに留意されたい。両者は相互に独立しており、政治的影響力を免れるべきものである。軍事裁判所は例外的なものであり、軍事に限定された領域でしか権限を行使できないことにも留意されたい。

## 管轄紛議裁判所
管轄紛議裁判所 (uyuşmazlık mahkemesi) は司法、行政又は軍事の各裁判所の評決及び権能に関する紛争を解決する最終権威者である。管轄紛議裁判所は、高等控訴院、国家評議会、最高軍事控訴院及び軍事行政控訴院の構成員で構成される